# Irpex consors
Irpex consors är en svampart som beskrevs av Berk. 1877. Irpex consors ingår i släktet Irpex och familjen Meruliaceae.   Inga underarter finns listade i Catalogue of Life.